# 荒神 (宮部みゆきの小説)
『荒神』（こうじん）は、宮部みゆきによる長編小説である。朝日新聞に2013年3月から2014年4月まで連載された。挿絵と題字はこうの史代が担当した（関連作品も参照）。2014年8月に朝日新聞出版より単行本が出版され、2017年6月には新潮文庫版が出版された。
2018年2月にNHK BSプレミアムでスーパープレミアムのスペシャルドラマとしてテレビドラマ化された。

## あらすじ
関ヶ原の戦いから100年後。東北地方、下野国との国境からさほど遠くない山中にある太平良山を境に香山藩と永津野藩が存在していた。後者側では、藩主側近の曽谷弾正を中心に強引で冷徹な改革が進められていた。弾正は養蚕を振興して藩の財政を潤わせる一方、「牛頭馬頭」と呼ばれ仮面をかぶる役人武士たちを率いて反抗的な領民を弾圧。さらに隣藩の香山藩領民を拉致して労役を課すなど非道な圧政を敷いていた。そんな折、香山藩国境の五箇村の一つの仁谷村が深夜に突然壊滅し、生き残った村民たちが永津野側へ逃亡するという事件が起きる。牛頭馬頭の人狩りでも村は焼かないとされるが仁谷村では火があがり、村民たちはまるで牛頭馬頭より恐ろしい「何か」から逃げ出したかのようであった。
一方、国境の名賀村に暮らす弾正の妹・朱音は仁谷村の生き残りの少年・蓑吉を保護する。蓑吉の体には「歯形」のような奇妙な傷と異臭を放つ液体が付着しており、蓑吉は山育ちにもかかわらず庭先の青大将を見て失神しかけるほど恐れるという奇妙な行動を見せた。「山のように巨大な怪物が村を襲った」という蓑吉の証言を聞いた朱音や村の用心棒・宗栄、相模藩の絵師・圓秀らは半信半疑ながらも調査に乗り出し、仁谷村村民が捕らえられているという砦へ赴く。すると件の怪物が出現、屈強な牛頭馬頭の砦を簡単に破壊・壊滅させてしまった。独自に事件を調査していた香山藩の番士・小日向直弥と合流した一同は、藩の垣根を超えて怪物対策に取り組むことを決意する。
しかし、怪物の正体には香山・永津野両藩の100年に渡る因縁、そして弾正・朱音兄妹の出生の秘密が深く関わっていた。

## 登場人物
- 朱音（あかね）[5]

本作品の主人公。心優しく働き者な女性で、物語開始時には38歳。孤児として引き取られた寺から弾正の屋敷へ移り住んだものの、やがて国境の名賀村にある屋敷「溜屋」で生活を始める。自身の出生、そして兄との間にある秘密を抱えている。
- 曽谷弾正

朱音の双子の兄で本名は市之介。かつては孤児として寺に預けられていたが武家の養子になり、御前試合に優勝して永津野藩藩主側近へ成り上がった過去を持つ。養蚕を主軸として藩の改革に取り組んでいるが、そのやり口は冷酷非道で狡猾で、戦争が禁じられている世情を利用して香山藩の民を誘拐して香山藩を繰り返し脅したり、妹や領民たちからも恐れられている。
- 榊田宗栄

江戸から来た浪人を名乗る男性。庄屋の孫を助けた縁で恩人として名賀村に迎え入れられ、溜屋の用心棒として暮らしていた。一連の事件の中で朱音と惹かれあっていく。平時は昼行燈だが剣術や活法に優れる。
- 菊地圓秀

諸国を旅し、描いている相模藩御抱絵師。江戸の出だが相模藩の菊池家の養子となった。常軌を逸した絵への執着心を持ち、眼前で怪物が暴れていてもその姿を描き写そうと試みるほど。彼が滞在していた光栄寺で不可解な事件が起きたため、昵懇となった直弥に永津野藩の間者ではないかと疑われる。
- 小日向直弥

香山藩番士の男性。家族ぐるみの付き合いがある志野家の嫡男達之助とは親友であり、妹の奈津とは許婚であった。流行病を巡って香山藩主の側室から（能力と器量の良さから可愛がられていたにもかかわらず）理不尽な逆恨みを受けたために隠遁生活を送っており、仁谷村の事件を独自に調査していた。また圓秀とは文通していたが、光栄寺の事件以降は彼を間者ではないかと疑い始める。
作中ではなにかと叱られたり恥をかく場面が目立つ。
- 蓑吉

仁谷村で祖父の源一と暮らしていた少年。怪物に襲われたものの、たまたま怪物がすぐに吐き出したことと山を探索していた宗栄に発見され、朱音たちに救助されたことで九死に一生を得て、溜屋に匿われる。
- 源一

仁谷村一番の鉄砲撃ちの老人。村を壊滅させた怪物を討伐しようと追跡を続けている。
- おせん

直近の朱音の従者。16歳の快活な村娘。
- やじ

志野家に仕える者で山に精通する。細身だが身体能力に優れる。ぶっきらぼうで礼に欠く部分もあるが、冷静沈着。赤子の際に山中に棄てられていたが、妙高寺の和尚に育てられた。
- 土御門（つちみかど）

仁谷村を壊滅に追いやった怪物で、事情を知る香山の者からは「つちみかどさま」とも呼ばれる。眼を持たない巨大なオオサンショウウオやトカゲやガマガエルやヘビの如き姿をしており、鱗を持たずぬるぬるとしているが強固な体表をしていて武器が通らない。小山のような体躯を持ち、砦を簡単に倒壊させる。二本の尻尾や舌で獲物を襲ったり、口から可燃性の胃酸や鼻から人を吹き飛ばすほどの強風を出す。周囲と常に同化するカモフラージュのような能力を持ち、手足を畳んで蛇のように素早く移動することもある。貪欲に人間を喰らいつづけることしか目的がないらしく、満腹になったらペリット状に食べたものを吐き出して次の獲物を探す。その正体は強大な軍事力を持つ永津野藩に対抗するため、香山藩が100年前に多数の蛇や蛙などの動物や香山の民の血や土塊から造り上げ呪詛をこめた兵器というべき存在。当時は動かず失敗作と思われてきたが、「お山の気」を100年間取り込み続けて怪物となった。宗栄によって舌を切られたり尻尾を一本切り落とされる、口の中を焼かれるなどダメージを受けたことで、蛇に似た頭と舌、人間のような肩、黒い鱗（自身の血を浴びた皮膚から鱗に変化していく）、強靭な下半身を持つ肉食恐竜のような第二形態に変化、口をすぼめることで可燃性の吐息を吹きつける。呪詛や怨念など穢れた気を持つため、正常な気を持つ通常の動物を恐れ捕食対象とみなさない。
ドラマ版では、第一形態と同じ四足歩行のトカゲやサンショウウオのような姿をしているが、下あごの牙や肋骨のような部分が飛び出ていたり、二本の尻尾の代わりに複数の舌を持ち、太い一本の尾には魚のような鰭があり、百目鬼のごとく全身に目玉を持つなど全く姿が異なる。原作のような能力も持たず、普段は鈍重に歩くが、目を射られても新しい目がすぐに下から生えてくる。また、「件の絵馬」に描かれていたり、香山の民からは守護神のような存在として慕われてきた、など歴史的な背景もかなり異なる。

## 書籍情報
- 単行本：朝日新聞出版（発売日：2014年8月20日、ISBN 978-4-02-251204-8）
- 文庫本：新潮文庫（発売日：2017年6月28日、ISBN 978-4-10-136941-9）

## 関連作品
- 『荒神絵巻』：こうの史代 絵と文、朝日新聞出版（発売日：2014年8月20日、ISBN 978-4-02-251205-5）[6]

## テレビドラマ
2018年2月17日21時 - 22時50分に、NHK BSプレミアムでスーパープレミアムのスペシャルドラマとして内田有紀主演で放送された。地上波ではNHK総合にて同年4月30日13時5分 - 14時55分に放送されている。

### キャスト
- 朱音（あかね） - 内田有紀[9]
- 曽谷弾正 - 平岳大
- 榊田宗栄 - 平岡祐太
- 菊地圓秀 - 柳沢慎吾
- 音羽 - 前田亜季
- 畑中左平次  - 前川泰之
- 茂左衛門 - 中本賢
- 多江 - 角替和枝
- おせん - 蔵下穂波
- 加介 - 石田法嗣
- 太一郎 - 生島勇輝
- 蓑吉 - 高村佳偉人
- 代官 - 飯田基祐
- 磐井半之丈 - 渡邉紘平
- 竜崎高由 - 袴田裕幸
- 小夜 - 竹野谷咲
- 朱音〈16〉 - 駒井蓮
- 弾正〈19〉 - 佐藤寛太
- じい - 中原丈雄
- 明念和尚 - 品川徹
- 佐田義昌 - 田中要次
- 竜崎高持 - 加藤雅也
- 柏原信右衛門 - 柴俊夫
- 源一 - 大地康雄
- 江川央生、津村知与支、今里真、後藤郁、井川哲也、桜木信介、日中泰景、小暮智美

### スタッフ
- 原作 - 宮部みゆき『荒神』
- 演出 - 松浦善之助
- 脚本 - 山岡潤平
- 音楽 - 羽岡佳
- スタント&アクション - ジャパンアクションエンタープライズ
  - アクション指導 - 高木英一
- デスク - 小林大児[10]
- 制作統括 - 加賀田透、櫻井壮一